# Robo

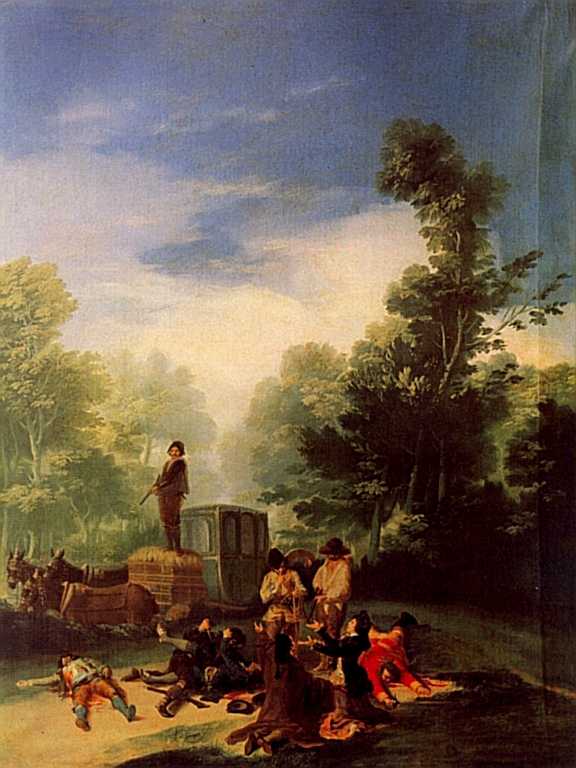
Asalto al coche (1786-87) obra de Francisco de Goya que muestra a unos bandoleros amenazando a unos viajeros tras asaltar una diligencia en un área rural.

El robo o atraco es un delito contra el patrimonio, consistente en el apoderamiento de bienes ajenos de otras personas de manera fraudulenta, empleando para ello fuerza en las cosas o bien violencia o intimidación en las personas. Son precisamente estas dos modalidades de ejecución de la conducta las que la diferencia del hurto, que exige únicamente el acto de apoderamiento.
La mayor peligrosidad del atraco, por el uso de esta fuerza o intimidación, justifica que la pena sea superior a la que se establece por el hurto.
Dentro del atraco hay dos modalidades distintas, una que se distingue por el empleo de la fuerza en las cosas y otra por la violencia o intimidación en las personas. 
El primero es en el que se utiliza una fuerza, una violencia para acceder al lugar donde se encuentra la cosa. En ocasiones, también se definen como atracos aquellas acciones en las que, 
a pesar de no mediar fuerza o intimidación, existe algún otro elemento que lo distingue del mero hurto. Por ejemplo, es posible definir como atraco a aquel que se produce mediante el uso de una llave falsa, arma blanca, cuchillo punzocortante y otros objetos necesarios que utilice la persona atracadora. Esta aplicación se hace por la similitud entre la utilización de objetos con la fuerza que se puede emplear para romper esa barrera (la puerta) que protege del atraco.
El atraco con violencia o intimidación en las personas es aquel caracterizado porque se ejerce una fuerza vis física o una intimidación vis compulsiva para vencer la resistencia del dueño o poseedor de las cosas a su entrega. Generalmente en este caso, el delincuente somete a su víctima empleando un arma blanca (cuchillo, navaja) o de fuego (revólver, pistola) conminando a entregar sus pertenecias bajo amenaza de muerte. Las legislaciones tipifican este acto como atraco o asalto a mano armada y conlleva una sanción penal aún mayor que el robo en sí dado que se sanciona por asesinato en grado de frustración (si no se llega a consumar). Si se llega a cometer el asesinato, la sanción penal es mucho mayor.

## Tipos de robos y terminología coloquial
- Toperos: Para forzar las puertas o ventanas de las casas utilizan palanquetas, destornilladores y en ocasiones hasta gatos hidráulicos. Sus preferencias suelen ser los primeros y últimos pisos de los edificios para mejor protegerse ante intrusos.
- El tablerista: Es el delincuente que actúa directamente sobre la puerta, practicando en ella un orificio lo suficientemente grande para introducir la mano y abrir la cerradura desde el exterior. Utiliza un taladro autónomo, martillo, sierra o berbiquí.
- Espadistas: Casos menos frecuentes. Hay que buscar a los autores en el entorno próximo a los dueños de la casa. Abren las puertas utilizando llaves falsas o ganzúas.
- Escaparatista: Sustrae objetos de los escaparates de las tiendas, principalmente ropa y joyería. Rompen la luna del cristal y ayudándose de un alambre enrollado en cinta aislante y con la punta en forma de gancho-tipo anzuelo- se apoderan de cuantos objetos engancha, suelen "trabajar" en horarios de cierre de los locales, especialmente a mediodía.
- Encalomo: Es el delincuente que se esconde en el lugar del robo antes de que cierre el establecimiento, actuando una vez que se queda solo. Suelen ir varios individuos. Es un robo un tanto en desuso y se ha venido detectando últimamente en almacenes de los grandes polígonos e iglesias.
- Palquistas: Acceden a las viviendas, especialmente en casas antiguas o de pocos pisos, escalando y trepando a través de la fachada accediendo por los balcones o terrazas. Actúan de noche.
- Butroneros: Suelen “trabajar” con horas por delante. Utilizan elementos contundentes para realizar boquetes de varios centímetros de diámetro junto a la puerta y cerraduras o en paredes colindantes a la vivienda.
- Rififi: Se denomina así este “registro” cuando el boquete que permite la entrada a una persona se efectúa a través de terrado. Fundamentalmente “trabajan” en locales o naves comerciales de una sola planta.
- Alunizaje: Método utilizado por los ladrones de tiendas consistente en embestir con un vehículo contra el escaparate de la tienda y robar la mercancía. En pocos segundos los ladrones han consumado el robo y se han dado a la fuga. Existen protecciones metálicas especiales, capaces de resistir o amortiguar el golpe contra la fachada. Una precaución eficaz y barata consiste en aparcar los vehículos propios delante del comercio, de tal forma que se dificulte el acceso del vehículo conducido por los agresores, el cual necesitará unos metros de libre recorrido para impactar con fuerza suficiente. Aunque en este caso un sistema de alarma seguramente no impedirá por sí solo el robo, nos permitirá intervenir rápidamente para minimizar los efectos del mismo.
- El mazazo: Cuatro individuos llegan a la joyería o comercio elegido para robar subidos a bordo de dos motocicletas. Sin quitarse los cascos de protección, dos de ellos bajan del vehículo intimidando a los peatones o empleados que salen a la calle. Los otros dos rompen a mazazos los expositores de los objetos de más valor introduciendo las manos por el agujero para hacerse con el botín. Una vez que se han apoderado de los efectos desaparecen del lugar en las dos motos. Este tipo de robos los suelen hacer a plena luz del día y en su consumación emplean entre tres y cuatro minutos. También se denomina así el robo en el interior de vehículos en cocheras o estacionamientos rompiendo las lunas.
- Los revientacabinas: Los que dominan este “registro” en la actualidad son personas procedentes de Europa del este, especializados en desvalijar las cabinas telefónicas. Atrás quedaron ya los tiempos del “fleje” o “espadilla” para forzar los cajetines telefónicos. Ahora los aparatos son más sofisticados y los delincuentes, que están perfectamente organizados, utilizan como “herramientas”, taladros autónomos con brocas profesionales y ganzúas. Abren los cajetines monedero sin estropear el teléfono. Solo los empleados de Telefónica se percatan del robo cuando van por la recaudación. Estos grupos eligen cabinas telefónicas con gran afluencia de usuarios y en puntos donde les sea fácil escapar en caso de ser detectados. Una vez perforado el cajetín de recaudación de la cabina, los delincuentes tapan el orificio con masilla del mismo color para disimularlo y poder volver posteriormente a desvalijar estas mismas cabinas sin mayor esfuerzo. A lo largo del año 2002, las pérdidas para las operadoras telefónicas, daños aparte, superan los cinco millones de euros.
- Carterista: El carterista (“sañero”) es el delincuente que sustrae la cartera a la víctima para apropiarse de los billetes, monedas o las tarjetas de crédito ("plásticos"). El lugar o lugares habituales donde ejecuta el hecho (“pasto”) es en mercadillos, acontecimientos deportivos, ferias, autobuses, siempre donde haya grandes aglomeraciones de personas.
- Salteador (del latín saltus, "bosque") es el que saltea y roba en los despoblados o caminos[1]

Puede actuar solo o acompañado y existen diversas técnicas: 
“El piquero”: Utiliza los dedos índice y medio protegido por un periódico o prenda de vestir (“muleta”) que oculta la operación a los presentes y que acto seguido pasa la cartera al cómplice (“pasar el burro”).
“El bolsillero”: Abre el bolso de las mujeres e introduce las manos para apoderarse de los monederos.
“El lancero": Técnica sudamericana practicada por carteristas de aquellos países que utilizan pinzas adaptadas o alambres para “levantar” la cartera. En desuso ha caído la tradicional forma utilizada por los viejos carteristas (“sirleros”) quienes valiéndose de una cuchilla de afeitar ("sirla") cortaban los forros de los bolsillos para sacar las carteras.
- Descuideros: Se llaman así a los delincuentes que actúan aprovechando o provocando la distracción de las víctimas. Dentro de este tipo existen "los maleteros" y "los mecheros".

- "Los maleteros": Están especializados en la sustracción de maletas, bolsas de viaje, cámaras fotográficas y cuantos efectos puedan llevar quienes se disponen a viajar. Sus lugares de actuación son las estaciones de ferrocarril, autobuses, estaciones marítimas, aeropuertos y vestíbulos de hoteles.

- "Los mecheros": Actúan en los grandes almacenes y superficies comerciales. Están los “empalmadores” que hacen el trabajo entre varios individuos, donde mientras uno distrae al dependiente -prefieren jóvenes- el otro se lleva en la mano un objeto pequeño pero de gran valor, fundamentalmente joyas. Utilizan pegamentos o chicles para hacerlo.

- "Las butroneras": Son mujeres provistas de un gran mandil camuflado bajo una prenda de vestir amplia. Como en el caso anterior suelen ir varias, una de las cuales denominada “la cartujera” es la encargada de vigilar o distraer al dependiente.

Los hurtos por descuido constituyen una pesadilla para los establecimientos comerciales, quienes tratan de combatirla con el uso de numerosos sistemas de seguridad, que van desde las cámaras de TV de circuito cerrado, pasando por vigilantes de seguridad y chips y barras de código en los distintos artículos.
- "Las goteras": Son mujeres, que con ocasión del ejercicio de la prostitución le sustraen al cliente lo que de valor lleva encima. Suelen actuar a veces con un cómplice y es en la calle donde tras concertar el servicio, llevan a su víctima hasta la habitación de un hostal o pensión. Allí aprovechando un momento de distracción introduce en su vaso de bebida una sustancia somnífera que le duerme, actúan con total tranquilidad. Este “registro” lleva la alternativa del denominado “Beso del amor”.

- "Ratas de hotel": Se conocen así a los delincuentes que trabajan en las habitaciones de hoteles, bien cuando ha salido el ocupante o incluso, cuando este se encuentra durmiendo. Estas modalidades, salvo casos excepcionales ya no son frecuentes en el momento actual.

- Robos en farmacias: Es la acción típica de las personas drogadictas en busca de dinero y de los estupefacientes que tienen estos establecimientos. Hace unos años este tipo de robos era una constante frecuente. Hoy día las diferentes medidas de seguridad adoptadas han hecho bajar en "picado" este tipo de delitos.

- Robos en gasolineras: De un hecho cotidiano hace unos años, un verdadero azote, especialmente en las estaciones de servicio fuera del casco urbano y en horas nocturnas, las medidas de seguridad adoptadas han provocado un descenso importante en estos establecimientos, derivándose en algunos casos en atracos a los clubes de alterne ubicados en zonas solitarias.

## Regulación legal por países

### Argentina
Según el artículo 164 del Código Penal de Argentina:

“Será reprimido con prisión de un (1) mes a seis (6) años, el que se apoderare ilegítimamente de una cosa mueble, total o parcialmente ajena, con fuerza en las cosas o violencia física en las personas, sea que la violencia tenga lugar antes del robo para facilitarlo, en el acto de cometerlo o después de cometido para procurar su impunidad”.

Se distingue la noción de hurto y de robo configurados como delitos típicos; aquellos casos en los que el apoderamiento recae sobre cosa mueble. El robo no es más que un hurto agravado por la fuerza (en las cosas) o por la violencia (en las personas).
En el artículo 165 agrega:

Se impondrá reclusión o prisión de diez (10) a veinticinco (25) años, si   con motivo u ocasión del robo resultare un homicidio.

El Código Penal distingue también entre las figuras de robo agravado (art. 166), robo calificado por lesiones, robo calificado por el uso de arma.
Con la reforma que impuso la Ley 25.882 distingue las categorías de robo que antes no se encontraban delimitadas. Modifica la referencia al robo con armas y lo divide en cuatro figuras:
a) Robo con armas.
b) Robo con arma de fuego no apta para el disparo.
c) Robo con arma de utilería o blancas.
d) Robo con arma de fuego perfectamente apta para el disparo.

### Costa Rica
Según el Código Penal
SECCIÓN II
Robo
Robo simple
ARTÍCULO 212.- El que se apodere ilegítimamente de una cosa mueble, total o parcialmente ajena, será reprimido con las siguientes penas:
1.- Con prisión de seis meses a tres años, cuando la sustracción fuere cometida con fuerza en las cosas y su cuantía no excediere de tres veces el salario base (*).
2.- Con prisión de uno a seis años, si mediare la circunstancia prevista en el inciso anterior y el monto de lo sustraído excediere de tres veces el salario base. 
3.- Con prisión de tres a nueve años, cuando el hecho fuere cometido con violencia sobre las personas. Sin embargo, si el apoderamiento se realizare por arrebato y no se causare lesión a la víctima que incapacite para el trabajo por más de diez días, la pena por imponer será de uno a tres años de prisión, siempre que la cuantía no exceda del monto señalado en el 
inciso 1) anterior, y de dos a seis años de prisión, si el valor de lo sustraído excede de ese monto.
((*) El término “salario base” se encuentra definido en el artículo 2.º de la Ley n.º 7337 de cita.
Robo agravado
ARTÍCULO 213.- Se impondrá prisión de cinco a quince años, en los siguientes casos:
1) Si el robo fuere perpetrado con perforación o fractura de una pared, de un cerco, de un techo, de un piso, de una puerta o de una ventana, de un lugar habitado, o de sus de dependencias;
2) Si fuere cometido con armas; y
3) Si concurriere alguna de las circunstancias de los incisos 1), 2), 4), 5), 6) y 7) del artículo 209.
Los casos de agravación y atenuación para el delito de hurto, serán también agravantes y atenuantes del robo, y la pena será fijada por el juez, de acuerdo con el artículo 71.

### Ecuador
El Código Orgánico Integral Penal —vigente desde el 2014— tipifica el delito de robo en su artículo 189 en sus varias modalidades y les impone una sanción específica para cada uno.
- El robo realizado mediante amenazas y/o ejerciendo violencia en las víctimas, en el momento de su cometimiento o en lo posterior para lograr impunidad, es sancionado con una pena privativa de libertad de cinco a siete años.
- El robo que se ha cometido únicamente forzando el objeto del robo es sancionado con una pen privativa de libertad de tres a cinco años.
- El robo cometido utilizando sustancias que dejen a la víctima con capacidad o conciencia reducida mediante sustancias —tales como la escopolamina, lorazepam, etc.— es sancionado con pena privativa de libertad de cinco a siete años.
- El robo que deja como consecuencia la enajenación mental, pérdida de un sentido o su facultad de hablar, incapacidad laboral o de cualquier otro tipo sea permanente o temporal, o con alguna enfermedad transmisible e incurable es sancionado con pena privativa de libertad de siete a diez años.
- El robo realizado contra bienes públicos es sancionado con el máximo de la pena dependiendo de los casos anteriores y aumentado en un tercio.
- El robo que deja como resultado la muerte de la víctima es sancionado con pena privativa de libertad de veintidós a veintiséis años.
- El robo realizado por policías o militares contra armas, municiones y demás material bélico o explosivo de uso exclusivo de sus instituciones es sancionado con pena privativa de libertad de cinco a siete años.

### España
En el artículo 237 del Código Penal español dice: Son reos del delito de robo los que, con ánimo de lucro, se apoderaren de las cosas muebles ajenas empleando fuerza en las cosas para acceder al lugar donde éstas se encuentran o violencia o intimidación en las personas.
Pese a las creencias populares, derivadas de la ignorancia en los medios de comunicación, el robo, ya sea con fuerza o con violencia/intimidación, es siempre delito, cualquiera que sea la cuantía objeto del mismo ...

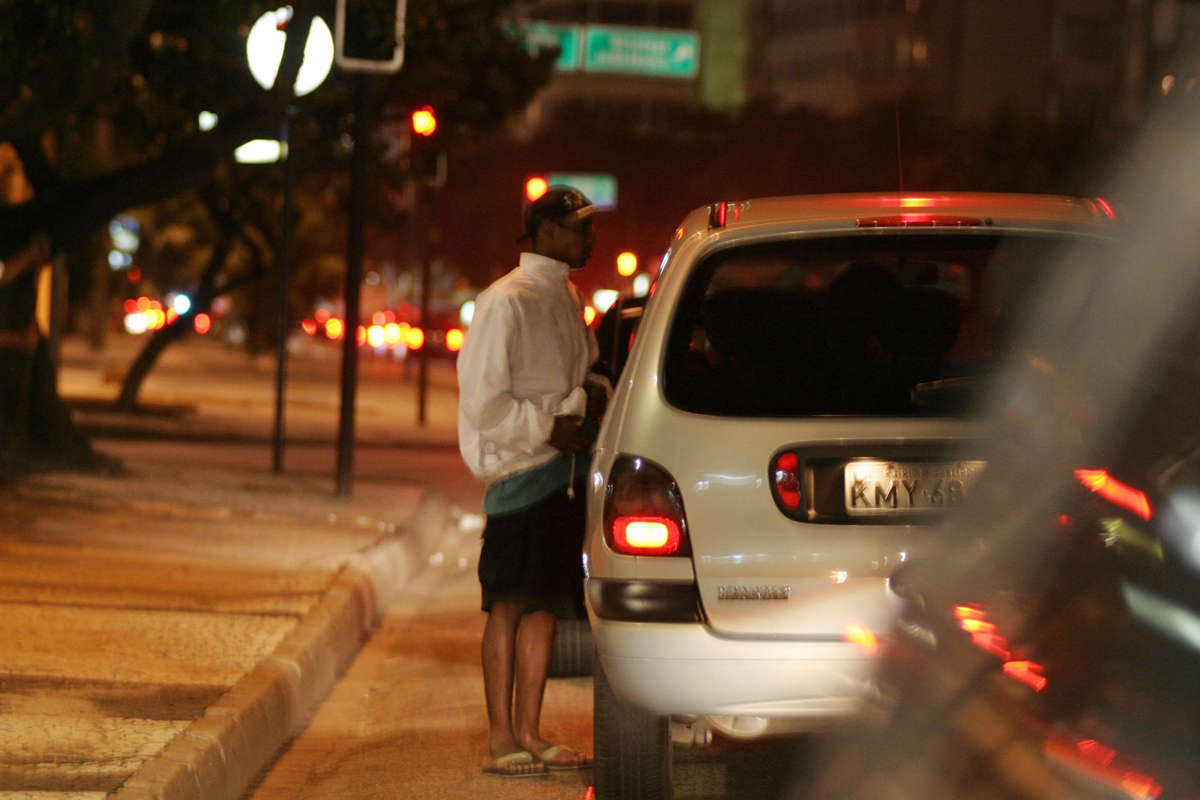
Atraco a un automovilista en Río de Janeiro.

#### Atraco con fuerza en las cosas
Para que se aprecie la existencia de robo con fuerza, debe concurrir alguna de las circunstancias siguientes en la ejecución del hecho:
1. Escalamiento
2. Rompimiento de pared, techo o suelo, o fractura de puerta o ventana.
3. Fractura de armarios, arcas u otra clase de muebles u objetos cerrados o sellados, o forzamiento de sus cerraduras o descubrimiento de sus claves para sustraer su contenido, sea en el lugar del robo o fuera del mismo.
4. Uso de llaves falsas. El propio Código Penal da una definición de lo que se consideran llaves falsas en su art. 239: 1.º Las ganzúas u otros instrumentos análogos. 2.º Las llaves legítimas perdidas por el propietario u obtenidas por un medio que constituya infracción penal. 3.º Cualesquiera otras que no sean las destinadas por el propietario para abrir la cerradura violentada por el reo. Y añade en su último párrafo que, a los efectos del presente artículo, se consideran llaves las tarjetas, magnéticas o perforadas, y los mandos o instrumentos de apertura a distancia. En virtud de ello, por ejemplo, se considera robo y no hurto el emplear la tarjeta de crédito o de débito de otra persona para extraer dinero a través de un cajero automático.
5. Inutilización de sistemas específicos de alarma o guarda.

Este delito se castiga con la pena de prisión de uno a tres años, salvo que concurran circunstancias que permitan estimar el robo de especial gravedad. Son en concreto las contempladas en el art. 241 y, por remisión, en el art. 235 C.P.:
1. Cuando se sustraigan cosas de valor artístico, histórico, cultural o científico.
2. Cuando se trate de cosas de primera necesidad o destinadas a un servicio público, siempre que la sustracción ocasionare un grave quebranto a este, o una situación de desabastecimiento.
3. Cuando revista especial gravedad, atendiendo al valor de los efectos sustraídos, o se produjeren perjuicios de especial consideración.
4. Cuando ponga a la víctima o a su familia en grave situación económica o se haya realizado abusando de las circunstancias personales de la víctima.
5. Cuando se cometa en casa habitada, edificio o local abiertos al público o en cualquiera de sus dependencias. El mismo art. 241.2 da una definición de lo que se considera «casa habitada» (todo albergue que constituya morada de una o más personas, aunque accidentalmente se encuentren ausentes de ella cuando el robo tenga lugar, art. 241.2) y «dependencias de casa habitada o de edificio o local abierto al público» (sus patios, garajes y demás departamentos o sitios cercados y contiguos al edificio y en comunicación interior con él, y con el cual formen una unidad física, art. 241.3).

#### Robo con intimidación
Se regula en el art. 242 y recibe una pena mayor: prisión de dos a cinco años. Aparte de la pena del robo en sí se castiga la pena que corresponda al acto de violencia física. Si se perpetra un robo por el procedimiento del tirón, además de la pena de 2 a 5 años por el robo, se recibe la pena correspondiente a las lesiones causadas a la víctima.
En el caso del robo con intimidación también se da la posibilidad de que haya supuestos más gravemente penados cuando concurran determinadas circunstancias, y así viene previsto en el apartado 3 del mismo artículo: La pena se impondrá en su mitad superior cuando el delincuente hiciere uso de las armas u otros medios igualmente peligrosos que llevare, sea al cometer el delito o para proteger la huida y cuando el reo atacare a los que acudiesen en auxilio de la víctima o a los que la persiguieren. (art. 242.3)
Finalmente, también cabe valorar que la intimidación sean de «menor entidad» y, además, «las restantes circunstancias del hecho», para imponer la pena inferior en grado, esto es, en lugar de 2-5 años, una pena de 1 a 2 años de prisión.